# الکساندر دوما (پسر)
الکساندر دوما (پسر) (به فرانسوی: Alexandre Dumas, fils)‏ (۲۷ ژوئیه ۱۸۲۴ – ۲۷ نوامبر ۱۸۹۵) نویسنده و نمایش‌نامه‌نویس و رمان‌نویس فرانسوی فرزند الکساندر دوما (پدر) بودند که پا جای پای پدر گذاشت.

## زندگی
او در پاریس به دنیا آمد و فرزند نامشروع الکساندر دوما (پدر) بود. در سال ۱۸۳۱ دومای پدر وی را به عنوان فرزند قانونی خود قبول کرد. او در ۱۸۴۵ اولین کتاب خود را با نام گناهان دوره جوانی (peches de Jeunesse) منتشر کرد. از نمایشنامه‌های وی می‌توان مسئله پول و فرزند نامشروع را نام برد.

## آثار
- خانم کاملیا (به انگلیسی: The Lady of the Camellias)‏ - ۱۸۴۸ میلادی